# Thomas Horsfield
Thomas Horsfield (12. května 1773 Bethlehem – 2. června 1859 Londýn) byl americký lékař a přírodovědec, který strávil dlouhá léta v Indonésii a popsal řadu tamních rostlinných i živočišných druhů. Později byl kurátorem sbírek muzea Východoindické společnosti v Londýně.

## Životopis

### Předkové
Thomas Horsfield byl vnukem Timothyho Horsfielda seniora, který se narodil v Liverpoolu a do Ameriky emigroval v roce 1725. Spolu s bratrem si v New Yorku otevřeli řeznictví. Horsfieldova rodina konvertovala od anglikánství k Moravským bratřím, protestantské denominaci s velkým důrazem na vzdělání. V roce 1748 Timothy Horsfield senior požádal o možnost usídlit se i s rodinou v Bethlehemu v Pensylvánii. Přestěhoval však pouze rodinu, za kterou se přistěhoval až následující rok. Po vyvoření okrsku Northampton County byl jmenován smírčím soudcem. Roku 1763 byl jmenován plukovníkem a sloužil v silách, které hájily hranice před nájezdy Indiánů. Timothy Horsfield senior byl osobním přítelem Benjamina Franklina a je zmiňován v jeho autobiografii. Otcem Thomase Horsfielda byl Timothy Horsfield junior (? – 11. dubna 1789), matkou Juliana Sarah Parsonsová.

### Mládí
Thomas Horsfield se narodil v Bethlehemu v Pensylvánii 12. května 1773. Navštěvoval školy Moravských bratří Bethlehemu a Nazarethu. Zaujala jej biologie a lékařství. V roce 1789 promoval z medicíny na Pensylvánské univerzitě, jeho diplomová práce se zabývala účinky jedovatce kořenujícího.

### Cesty po Asii
V roce 1790 přijal post chirurga na obchodní lodi China plavící se na Jávu. Při pobytu v Batávii jej velmi zaujaly místní rostliny a jejich medicínské účinky. Od roku 1801 pracoval jako chirurg v koloniální armádě v Nizozemské východní Indii. V roce 1811 převzala kontrolu nad ostrovem britská Východoindická společnost a Horsfield na přání guvernéra a osobního přítele sira Thomase Stamforda Rafflese začal sbírat a studovat místní rostliny a zvířata. V roce 1816 byla Jáva navrácena Nizozemsku a Horsfield se přesunul na Sumatru. Roku 1819 byl kvůli zhoršenému zdravotnímu stavu nucen oblast opustit a na palubě Lady Raffles se vrátil do Londýna.

### Anglie
Po příjezdu do Londýna zůstal v kontaktu s Rafflesem a stal se nejprve správcem a později kurátorem sbírek v muzeu Východoindické společnosti na Leadenhall Street. Tento post zastával až do své smrti. Od roku 1828 byl členem Královské společnosti. Od roku 1838 byl korespondentem nizozemského Královského institutu (dnes Královská nizozemská skademie umění a věd), v roce 1851 se stal zahraničním členem. Od roku 1820 byl členem Linného společnosti v Londýně, kde později zastával pozici viceprezidenta. Při založení Zoologické společnosti v roce 1826 byl jmenován jejím náměstkem. V roce 1833 byl jedním ze zakladatelů Entomologické společnosti.
Thomas Horsfield zemřel ve svém domě v Camden Townu dne 24. července 1859. Je pochován na hřbitově Moravských bratří v londýnské čtvrti Chelsea.

## Výběr z díla
- Thomas Horsfield (1824) Zoological researches in Java, and the neighbouring islands.
- Thomas Hosrfield & Nicholas Aylward Vigors (1827) A description of the Australian birds in the collection of the Linnean Society; with an attempt at arranging them according to their natural affinities.
- Thomas Horsfield & Robert Brown & John Joseph Bennett (1838–1852) Plantae Javanicae rariores

## Taxony pojmenované po Thomasi Horsfieldovi

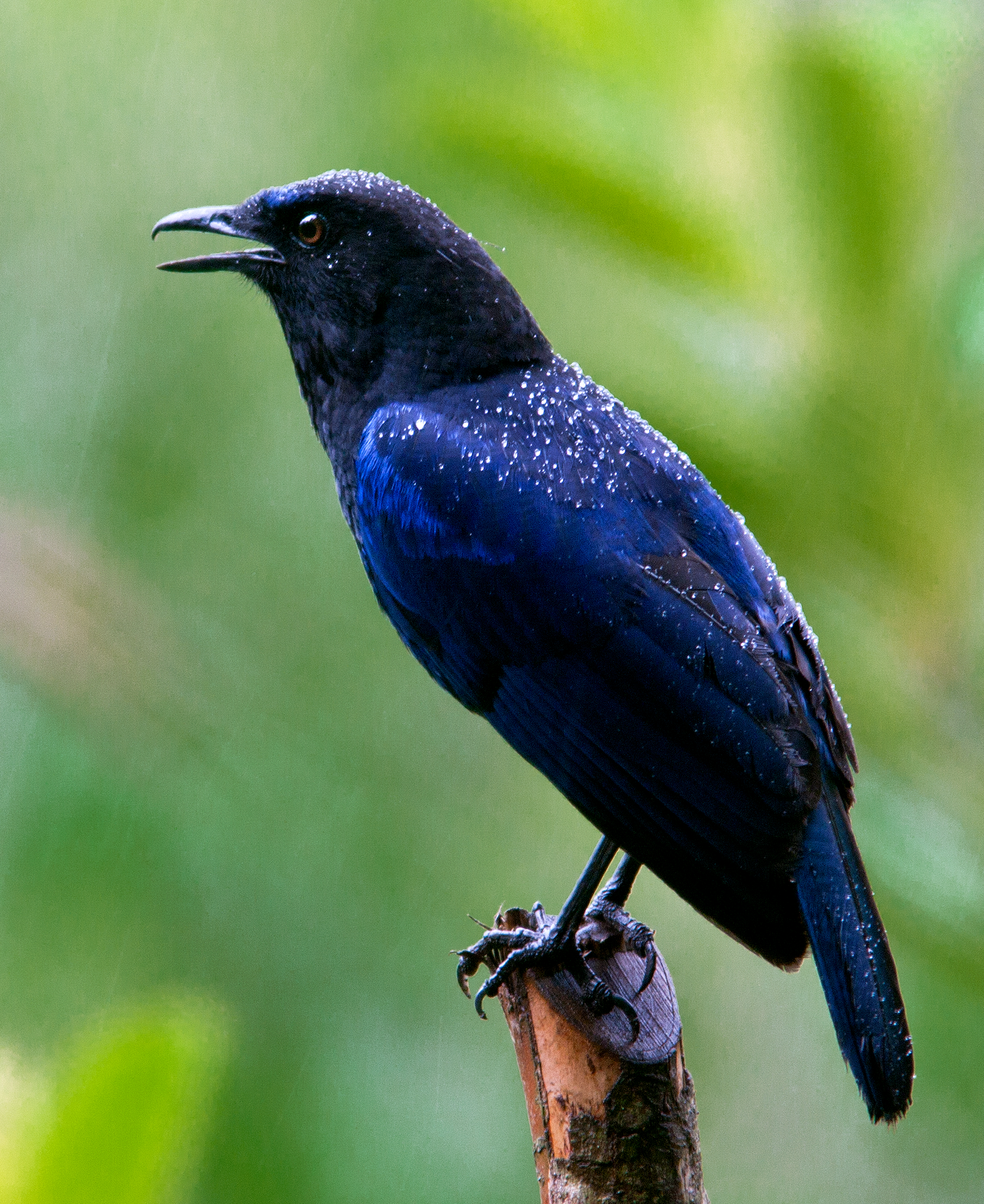
Modravec malabarský (Myophonus horsfieldii)

Horsfieldovo jméno je součástí běžných i odborných názvů řady taxonů rostlin i živočichů, například:
- poletucha Horsfieldova (Iomys horsfieldii)
- kaloň indonéský (Cynopterus horsfieldii)
- bělozubka Horsfieldova (Crocidura horsfieldi)
- netopýr Horsfieldův (Myotis horsfieldii)
- modravec malabarský (Myophonus horsfieldii)
- křivozobka indická (Pomatorhinus horsfieldii)
- želva stepní (Testudo horsfieldii)
- Horsfieldia sp.

a mnoho dalších.